# Blackbaud Stadium
Il Blackbaud Stadium è un campo da calcio collocato su l'isola di Daniel a Charleston. È stato aperto nel 1998 ed è stato soprannominato Battery Park.
Lo stadio è stato il primo stadio specifico costruito da un privato.
Ha 5.100 posti a sedere ed è dotato di un pub "The Three Lions".
Lo stadio ospita le partite giocate dal Charleston Battery